# لوئیس آلفرد کوزر
لوئیس آلفرد کوزر (به انگلیسی: Lewis A. Coser)؛ (۲۷ نوامبر ۱۹۱۳ در برلین -۸ ژوئیه ۲۰۰۳ در کمبریج، ماساچوست)؛ جامعه‌شناس آلمانی - آمریکایی بود و در سال ۱۹۷۵ به عنوان شصت و ششمین رئیس انجمن جامعه‌شناسی آمریکا فعالیت می‌کرد.

## زندگی
پدرش با نام لودویگ کوهن در برلین متولد شد، یک صنعتگر موفق یهودی بود. در سال ۱۹۳۳ وی به پاریس مهاجرت کرد و در سال ۱۹۴۱ پاریس جنگ‌زده را به مقصد ایالات متحده ترک کرد و در آنجا در سن ۴۱ سالگی با رز لاوب ازدواج کرد. کوزر ابتدا در دانشگاه شیکاگو و دانشگاه کالیفرنیا تدریس کرد. وی سپس بخش جامعه‌شناسی را در دانشگاه براندیس تاسیس کرد و پیش از پیوستن به گروه جامعه‌شناسی دانشگاه نیویورک در استونی بروک، نیویورک، به مدت ۱۵ سال در آنجا تدریس کرد. کوزر اغلب با جامعه‌شناس برجسته و همسرش، رز لاوب کوزر کار می‌کرد.

## جامعه‌شناسی
کوزر نخستین جامعه‌شناسی بود که سعی در گردآوری نظریه کارکردگرایی ساختاری و نظریه تضاد داشت. کار او در یافتن کارکردهای تضاد اجتماعی متمرکز بود. کوزر استدلال کرد - با جورج زیمل - که تضاد ممکن است در خدمت تحکیم گروهی با ساختار ضعیف باشد. در جامعه ای که به نظر می‌رسد در حال فروپاشی است، تضاد با جامعه دیگر، تضاد بین‌گروهی، ممکن است هسته یکپارچه را بازیابی کند. به عنوان مثال ، انسجام یهودیان اسرائیلی ممکن است به تضاد طولانی مدت با اعراب نسبت داده شود. تضاد با یک گروه ممکن است منجر به ایجاد انسجام و اتحاد با گروه‌های دیگر شود.

تضادهای درون جامعه، تضاد درون گروهی، می‌تواند برخی از افراد منزوی معمول را به یک نقش فعال تبدیل کند. اعتراض به جنگ ویتنام بسیاری از جوانان را بر آن داشت تا برای اولین بار در زندگی سیاسی آمریکا نقش پررنگی داشته باشند.

تضادها همچنین در خدمت عملکرد ارتباطی هستند. پیش از تضاد، گروه ها ممکن است از موقعیت دشمن خود مطمئن نباشند ولی در نتیجه تضاد، مواضع و مرزهای بین گروه‌ها اغلب روشن می شود و افراد بهتر می توانند در مورد یک اقدام مناسب در رابطه با دشمن خود تصمیم بگیرند.

دقیقاً مانند ثبات وضعیت، تضادها در همان شکاف‌ها شدت تضاد را تشدید می‌کنند. شکاف های مقطعی شدت جنگ را از بین می‌برد. به عنوان مثال ، همزمانی محرومیت از حق اقتصادی و سیاسی فلسطینیان در کرانه باختری تضاد آنها با یهودیان اسرائیلی را تشدید می‌کند. در مقابل، عدم همزمانی محرومیت از حق اقتصادی و سیاسی در میان کبکرها تا حدودی از شدت تضاد آنها با کانادای انگلیسی، به ویژه با افزایش رونق طبقه متوسط جدید فرانسوی کانادایی می‌کاهد که در بخش دولتی و جهان شرکت ها فعالیت می‌کند.

## سیاست
کوزر در درون چپ ضداستالینیست فعال بود و به چپ‌های مستقل مشهور به روشنفکران نیویورک نزدیک بود. مداحی در مراسم یادبود کارلو ترسکا در سال ۱۹۴۳ توسط آنجلیکا بالابانوف، فعال سوسیالیست و بلشویک سابق برگزار شد. براساس گزارش کوزر از مراسم تشییع جنازه ، "من در کنار یک پلیس ایرلندی تنومند نشسته بودم که به وضوح یک کلمه از سخنرانی تند ایتالیایی بالابانوف را نمی‌فهمید ولی در اوج او گریه کرد."

در سال ۱۹۵۴، کوزر با ایروینگ هوو مجله رادیکال، Dissent را تأسیس کرد. پس از مرگش در سال ۲۰۰۳، نویسنده آگهی تبلیغات خبری در این مجله اظهار داشت که کوزر "خود را همیشه یک مرد حاشیه‌ای احساس می‌کرد. او یهودی و غیریهودی بود، آمریکایی و اروپایی بود؛ یک تحلیلگر سرسخت اجتماعی، به صداقت دقیق در قضاوت متعهد بود. و کردار و یک مدافع پرشور؛ چپگرا و منتقد چپ؛ مدافع فرومایه و چیزی مانند یک ماندارین روشنفکر نخبه.»

محافظه‌کاران جدید: نقدی از سمت چپ (با ایروینگ هاو، ۱۹۷۴) یکی از نخستین کارهای مهم برای تعریف و تحلیل نومحافظه‌کاری بود.